# Доленє Забуковє
Доленє Забуковє (словен. Dolenje Zabukovje) — поселення в общині Мокроног-Требелно, регіон Південно-Східна Словенія, Словенія.